# Bosque de Bojcin

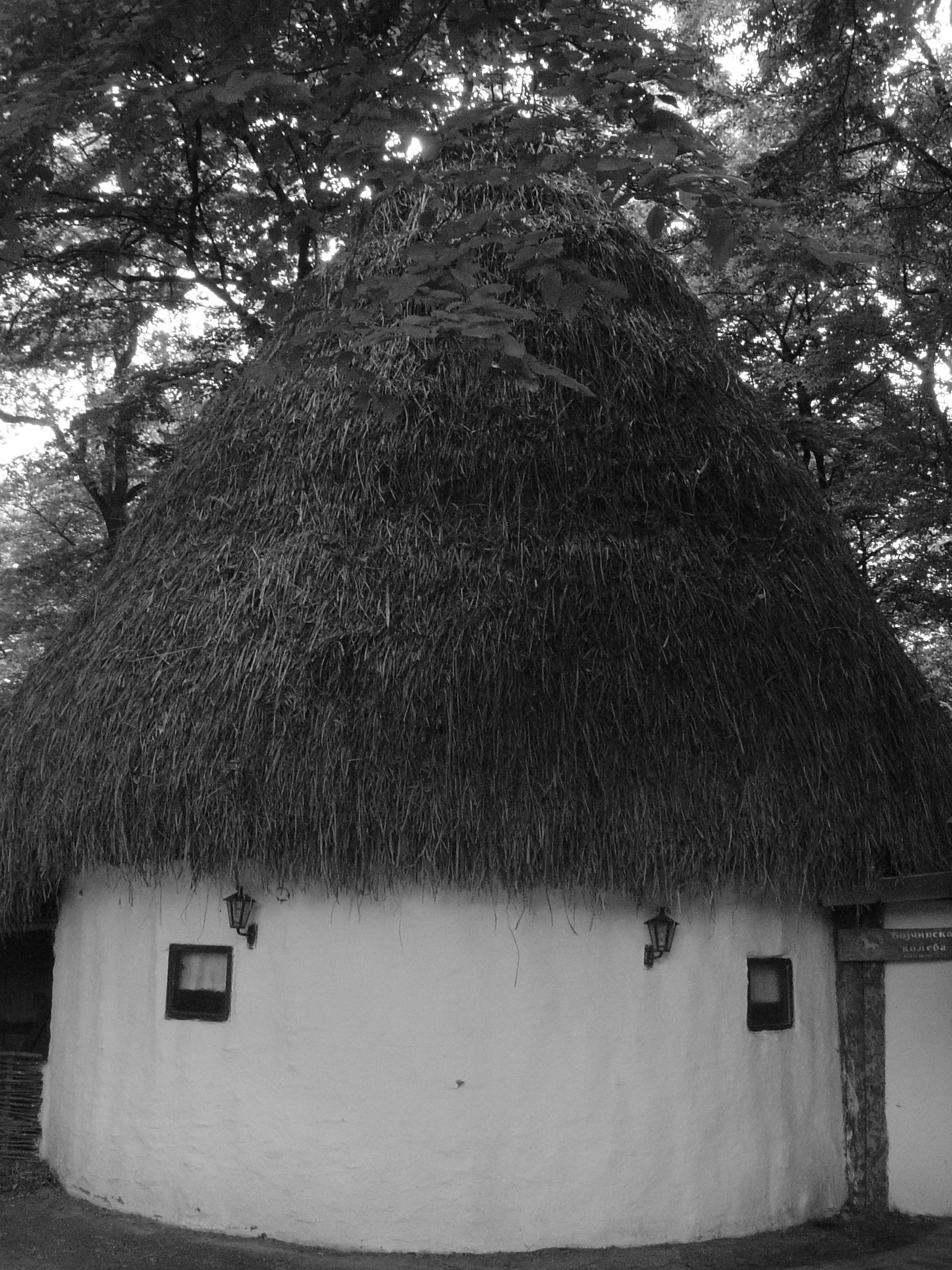
Restaurante “Cabaña de Bojcin“, modelado según las casas para los cerdos en Srem

El bosque de Bojcin es un bosque pantano bajo la protección del estado. Se extiende entre el pueblo Progar (lo más cercano), Boljevci y Ašanja, en el  municipio Surčin. Pertenece a la región de Obedska bara. Se encuentra en la región llana de Srem sureste, al borde del suroeste de Belgrado, a 30 kilómetros del centro, entre el río Sava y el canal Jarčina.  El bosque sirve como un centro turístico con numerosos contenidos. Desde 1965. es un monumento natural protegido.
Índice

## Historia

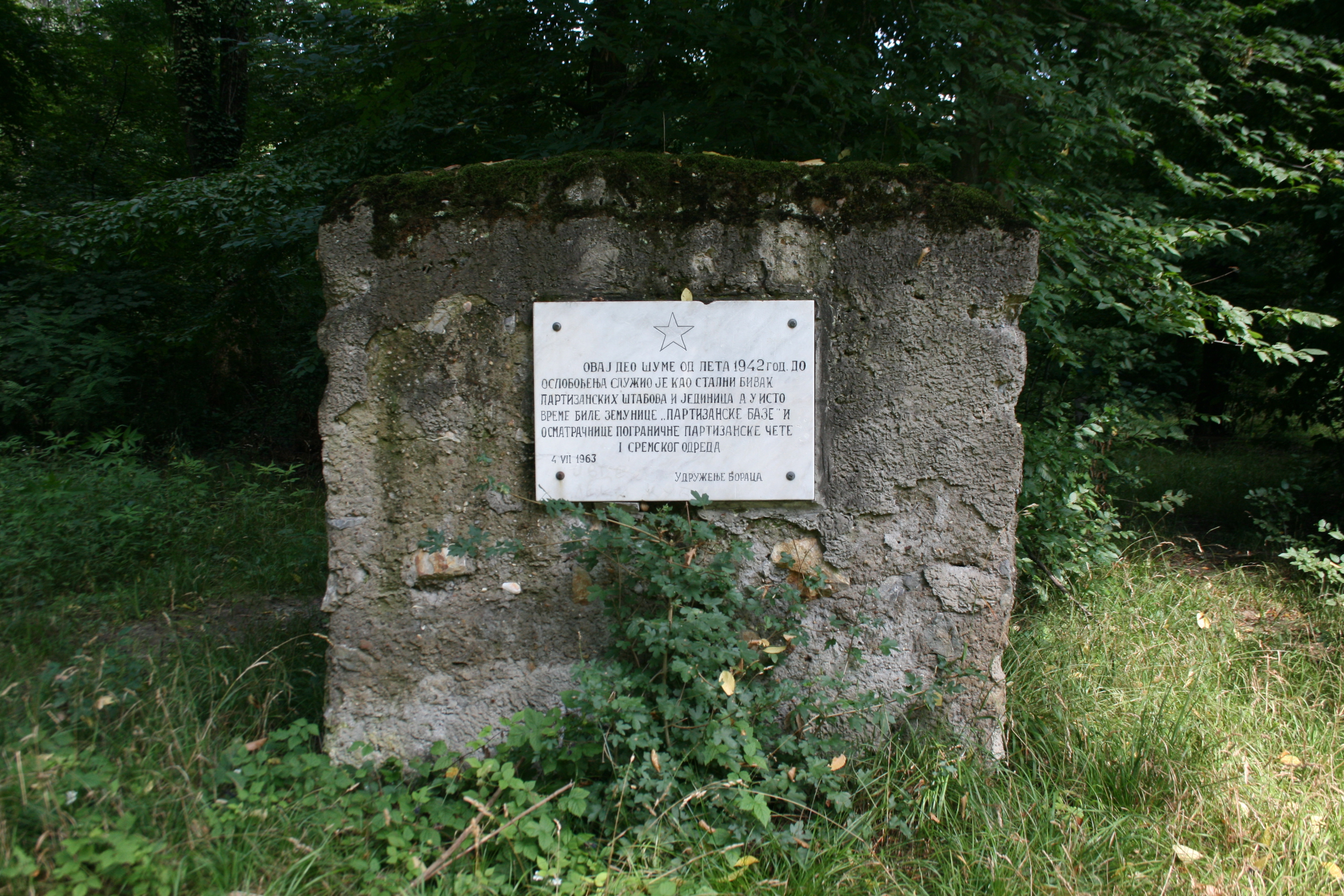
Parte del bosque en el cual, desde verano de 1942. hasta el fin de la guerra, se encontraban bases de las unidades parisanas – земуницама y puestos fronterizos de observación de Првог сремског партизанског одреда. Monumento del 4. de julio de 1963.

Durante Primera Guerra Mundial en el bosque se encontraba el refugio para lugareños y soldados. El rey  Aleksandar lo utilizaba para cazar (año 1934). Durante la Segunda Guerra Mundial el Bosque de Bojcin fue un centro político, militar y económico muy importante. En 1941 allí tuvo lugar una rebelión partisana en Donji Srem. En el bosque también se escondía la gente de los pueblos cercanos, huyendo de los enemigos – especialmente de los Alemanes y los ustachas. En varias bases subterráneas, que se han preservado hasta el día de hoy, muchos combatientes de Serbia central seguían por el oeste de Bosnia, hasta el final de la guerra  y, al cruzar el río Sava, después de corta estancia para recuperarse y para entrenar, participaron en batallas intensas contra los enemigos. 
Un camino asfaltado lleva por el bosque, hasta las bases partisanas. A 2 kilómetros de la entrada al bosque se encuentra un monumento, colocado en 1963, en el lugar donde antes se encontraban las bases partisanas, en los que se escondía el ejército de Srem, en las cuevas y catacumbas. El lugar es un poco descuidado y olvidado. A continuación, en los siguientes 3 kilómetros, se encuentran estanques y barra, por lo cual es difícil cruzarlo.
Debido a sus valores naturales, importancia histórica y edificios monumentales, el bosque de Bojcin fue protegido como un monumento conmemorativo natural.

### Características memoriales de la batalla para la liberación nacional[8]
Al borde del bosque de Bojcin, en el lado derecho de la carretera para Progar, está colocado un monumento, en forma de una pila de hormigón, en piedestal de la piedra tallada, de forma rectangular. En el lado derecho del pilar es incorporada una placa de mármol blanco con el texto: “En verano de 1942. en este bosque tuvo lugar la primera batalla en Srem sudeste, entre los partisanes y los ustachas. 4. VII 1960. Alianza de luchadores de BLN“. El monumento de hormigón, de forma rectangular se encuentra en el bosque de Bojcin, a dos kilómetros de la casa forestal, en el lado derecho de la carretera para Asanja. Frente al monumento es incorporada la placa del mármol blanco, con la dedicatoria: “Desde el verano de 1942. hasta la liberación, esta parte del bosque sirvió como el vivac permanente para el sede de las unidades partisanas y al mismo tiempo como almacén de invierno y puesto de observación de las tropas fronterizas de primera unidad militar de Srem. 4. VII de 1963. Asociación de luchadores“.

## Flora y fauna

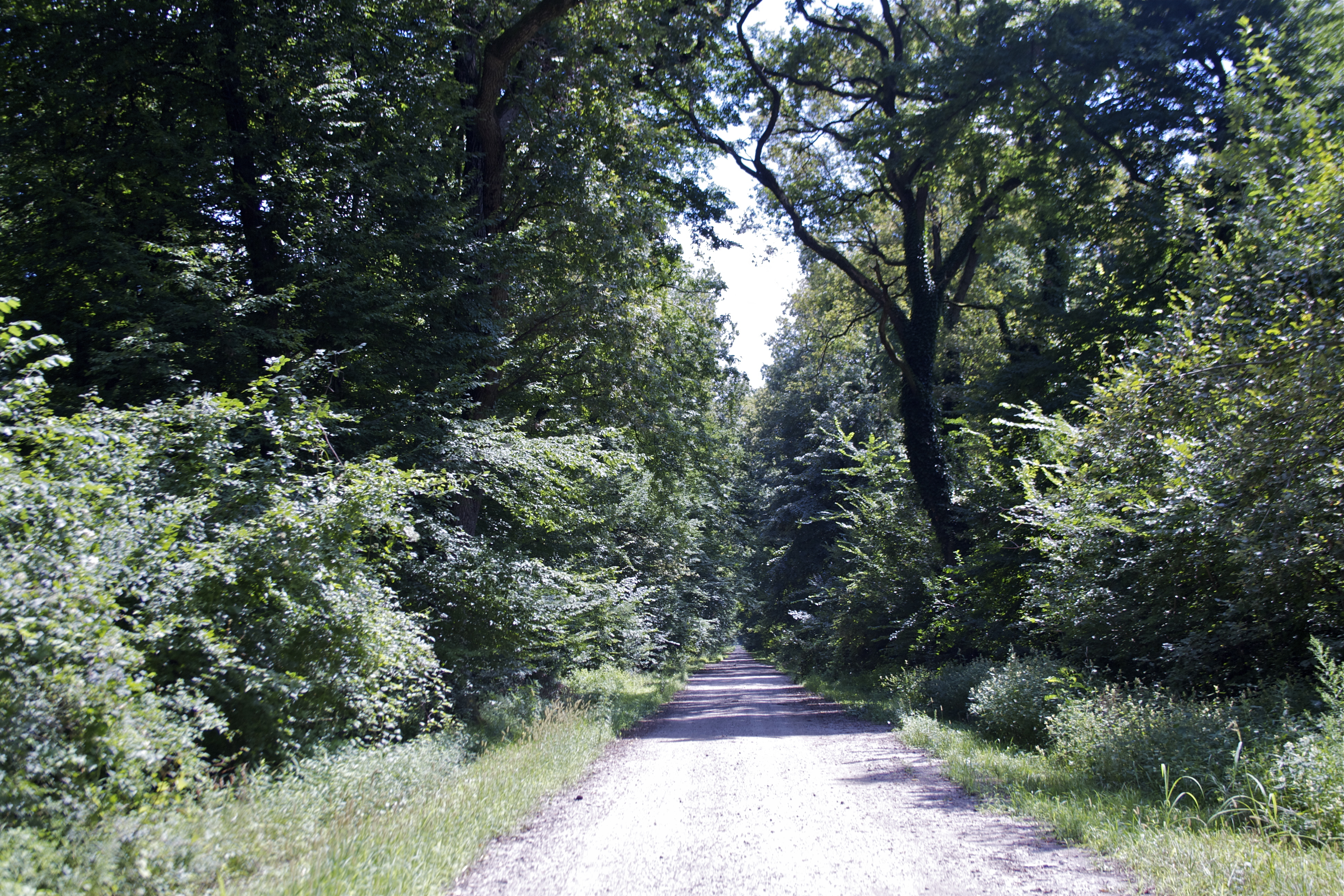
Por el bosque de Bojcin

El bosque ocupa la superficie de 629,51 hectáreas. En su territorio especialmente está extendido quercus robur, como fragmento de antiguos, enormes bosques humedales en las llanuras. En el bosque existen en total 185 especies de plantas, de los cuales 15 tienen el estatus de especies protegidas y estrictamente protegidas. En el bosque crecen 165 especies de hongos, de los que 15 especies son las especies protegidas, mientras que dos especies se encuentran en la Lista Roja europea de hongos.  Además del roble, el bosque es rico con carpe blanco y tilia, también hay populus, cornus mas, sambucus nigra y rosa canina. En una parte del bosque crece allium ursinum, mientras que en la primavera hay muchas fragaria vesca, en las partes del pantano hay iris germanica, y también está muy extendida urtica dioica.
En el bosque viven 108 especies registrados de aves, más bien 30% del número total de las especies de aves registradas en Serbia. También hay 10 especies de amphibia y reptilia, de los cuales aún 8 especies son protegidas por la ley. Cuando se trata de los animales salvajes, que libremente deambulan por el bosque, se pueden ver conejos y corzos. Porcicultores crían sus cerdos en el bosque, pero también se pueden encontrar y jabalí, que se alimentan con los bellotas. Ahí vive el gran número de insectos, de los cuales se destacan  mosquitos, tabanus y avispónes.
El área todavía está relativamente preservada, posee grandes valores naturales, pero está en peligro de una mayor degradación, debido a su proximidad a la zona urbana, por lo cual se encuentra bajo la protección.

## Teatro veraniego

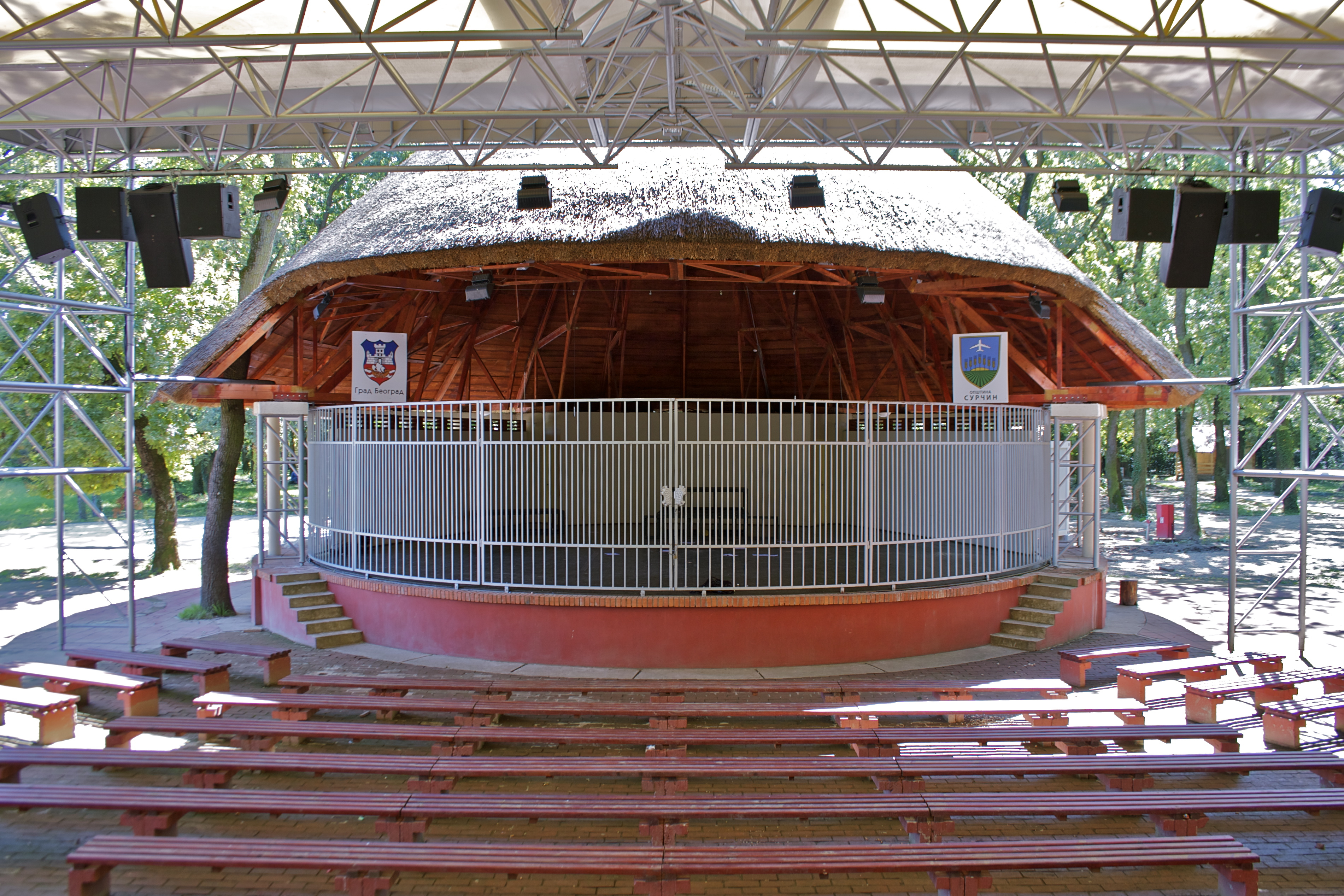
Teatro veraniego al extremo del bosque de Bojcin en Progar

Al principio del bosque de Bojcin en 2010. fue construido un teatro veraniego, según el proyecto del arquitecto Zdravko Milinkovic. El teatro está cubierto de cañas gruesas, con un diámetro escénico de 16 metros. Junto al teatro se encuentran dos vestuarios y un anfiteatro cubierto para 1.000 visitantes.
Detrás del teatro, en el mismo año, fue construida una colonia artística, que consta de seis casitas de madera, a distancia de unos veinte metros. Cada casa tiene una habitación de 12 m² , un baño y una terraza de 10 m²,  y el espacio tiene aire acondicionado.
Al lado del teatro se encuentra un restaurante etno, “La Cabaña de Bojcin“, una instalación hotelera, que consiste en casas típicas de Srem para los cerdos, cubiertos con carrizo. Cerca del restaurante se encuentran las pocilgas con las mangalica.

## Manifestaciones

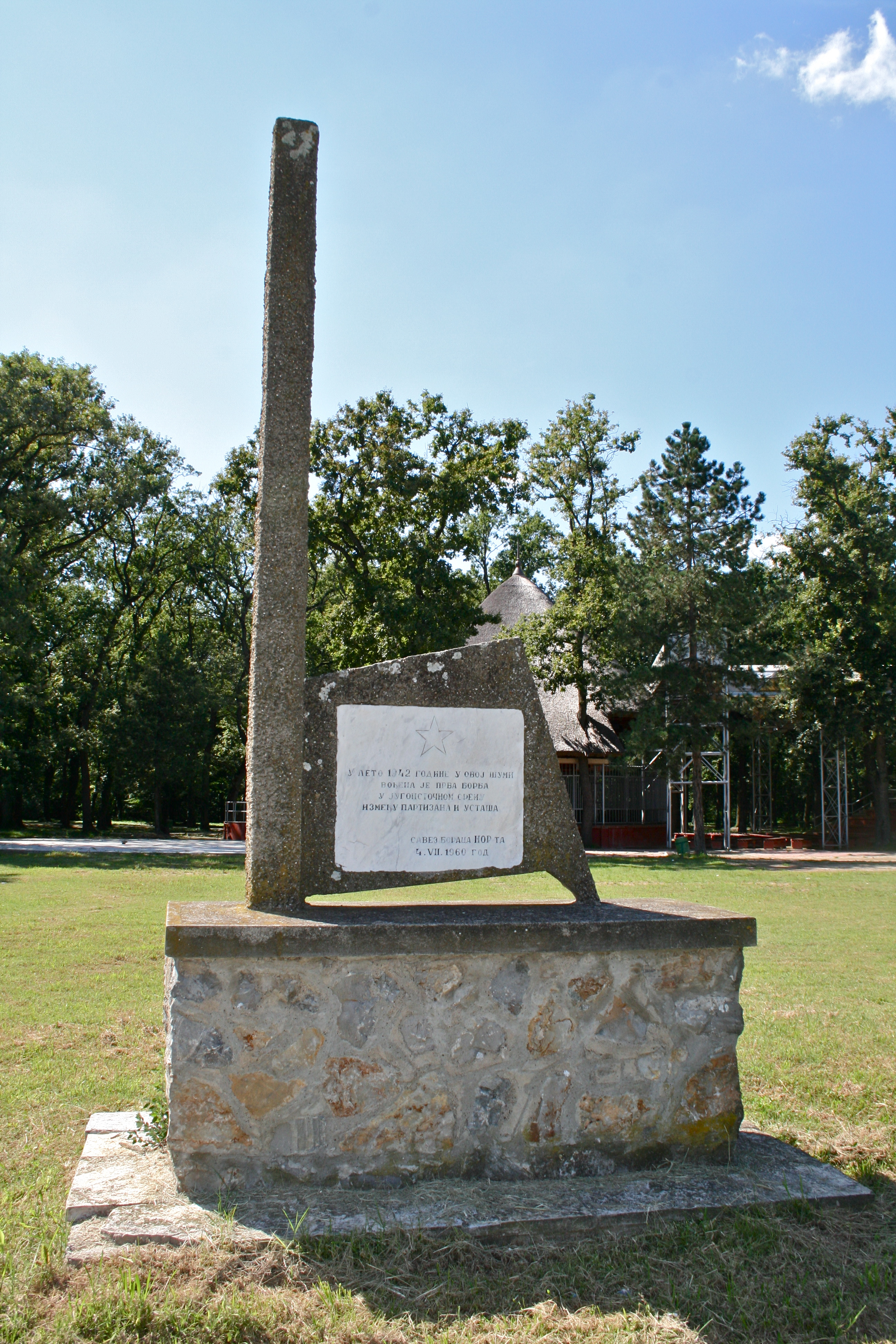
Monumento de BLN en el bosque de Bojcin

- Aunque las autoridades nuevas en 2001. derogaron El día del levantamiento del pueblo de Serbia,[12] en organización del Consejo municipal Unión de la Asociación de Combatientes de la Guerra de Liberación Nacional de Yugoslavia de Belgrado y del municipio Surcin, en el bosque de Bojcin todavía se celebran tradicionalmente los días de  4. и 7. јула, como recuerdo del inicio de la batalla antifascistico . El Monumento a los Luchadores de Srem, que se encontraba frente al Ayuntamiento en el centro de Surcin por 55 años, hasta el 2 de julio de 2012, fue trasladado al bosque, lo que provocó protestas de los ciudadanos.  Además de este monumento, en la entrada al bosque de Bojcin, al lado del camino para Progar, se encuentra el un monumento a la batalla primera entre partisanos y ustachas en Srem sureste, en el verano de 1942. Ese monumento fue erguido en 1960.
- Verano cultural de Bojcin es un festival artístico-cultural, que se celebra cada fin de semana, desde el año 2009.[13] y dura cinco meses, desde principio de mayo hasta fin de septiembre.  El programa consta de las veladas poéticas, obras teatrales, conciertos (folk, rock, pop, dixieland, fado, jazz и música clásica). También, se realizan y otras actividades artísticas. En la organización de la manifestación participan muchos voluntarios. Las entradas para el Verano cultural de Bojcin son gratuitas para todos los programas, pero los visitantes pueden hacer donaciones.
- Colonias artísticas:
  - Colonias de escultura se encuentran al aire liibre, donde los artistas a través de diversos procedimientos tecnológicos procesan los materiales tradicionales y nuevos.
  - Colonias de pintura

## Recreación
Están a disposición un sendero para hacer jogging, de 2 kilómetros, con 16 obstáculos, paseo en carruaje y montar a липицанерима, del centro ecuestre “Bojcin“.

## Transporte
Se puede llegar hasta el extremo del bosque de Bojcin por el  transporte urbano, autobús número 605, que parte de Bežanija, de Ledine, pasa por Surčin, Jakovo y Boljevce antes de llegar a Progar. Por el mismo camino se puede llegar en coche, de Belgrado, o de la carretera E70, desviando cerca del aeropuerto en Surcin, de la dirección de Kupinovo и Ašanja o de Bečmen y Petrovčić, y de la dirección de  Obrenovac se puede llegar a través del puente de Obrenovac sobre el río Sava. En verano, es posible llegar a través del barco de transporte público, que parte de Блока 45 y  navega por el río Sava hasta Progari.